# Seaham

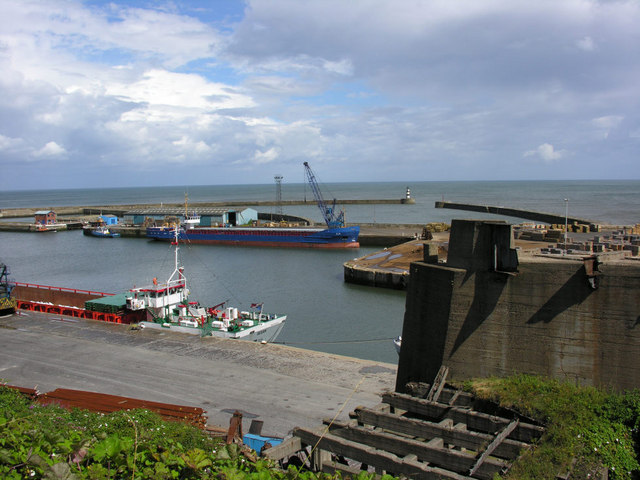
Vista do Porto de Seaham

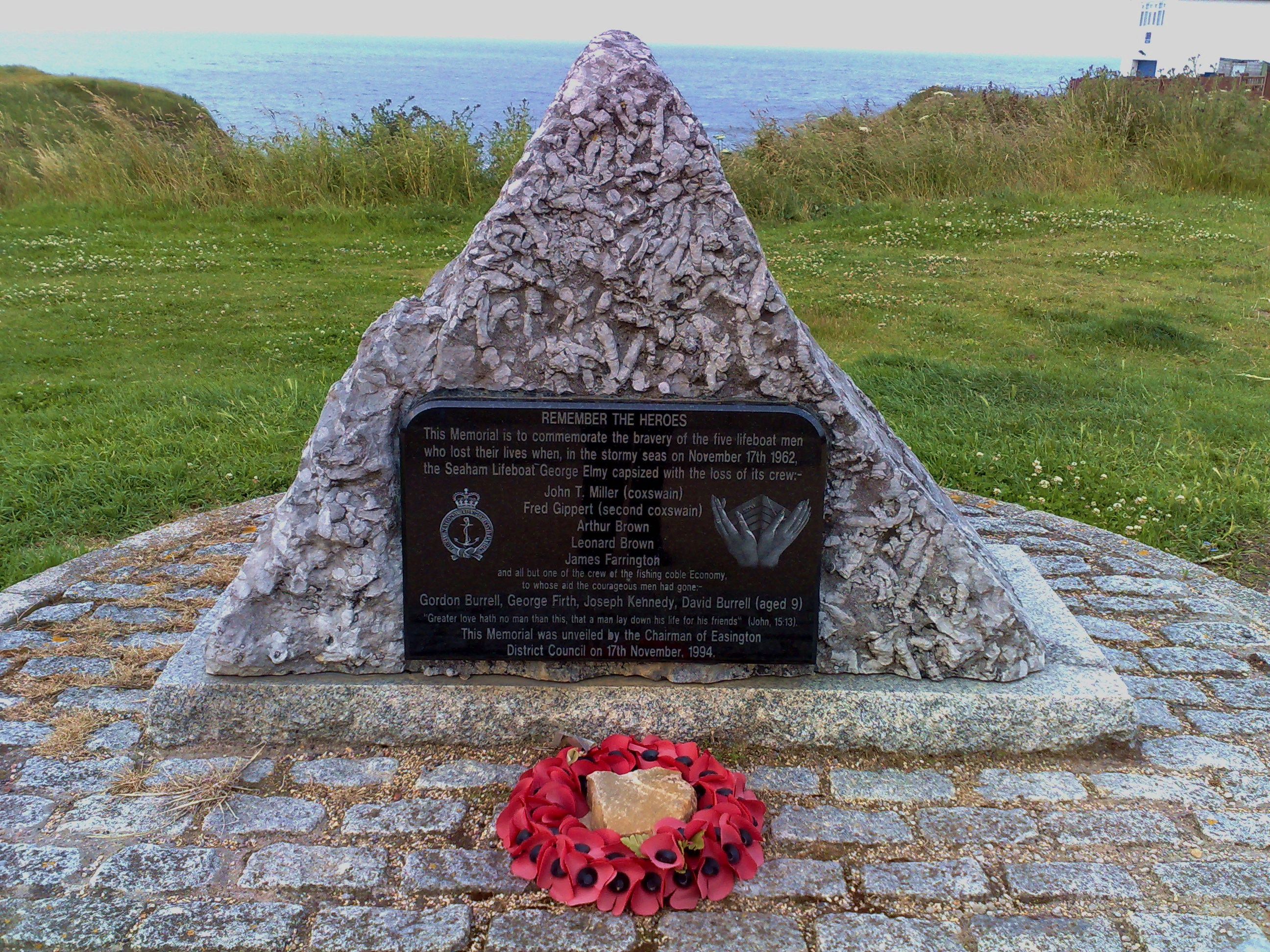
George Elmy Lifeboat Memorial

Seaham é uma cidade no litoral no Condado de Durham, Nordeste da Inglaterra. Situa-se a 10 km a sul de Sunderland e a 21 km a leste da cidade de Durham. Cresceu a partir do final do século XIX como resultado de investimentos em seu porto e da mineração de carvão. 

## História
A vila original de Seaham praticamente desapareceu; ficava entre a Igreja de Santa Maria (St Mary Church) e Seaham Hall (ou seja, um pouco ao norte do atual centro da cidade). A igreja paroquial de Santa Maria, a Virgem (St Mary The Virgin), data do final do século VII. A nave anglicana assemelha-se à igreja de Escomb em muitos aspectos, e é uma das 20 igrejas sobreviventes mais antigas do Reino Unido.
Até os primeiros anos do século XIX, Seaham era uma pequena comunidade agrícola rural cuja única fama era que Anne Isabella Milbanke, filha do proprietário local, havia se casado com Lord Byron em Seaham Hall (hoje transformado em um hotel e spa de luxo), em 2 de janeiro de 1815. Byron começou a escrever suas Hebrew Melodies em Seaham, e elas foram publicadas em abril de 1815. Parece que Byron estava entediado no inverno da cidade, embora o mar o fascinasse. Como ele escreveu em uma carta a um amigo:
| “ | Nesta costa lúgubre não temos nada além de reuniões de condado e naufrágios; e hoje jantei peixe, que provavelmente jantou as tripulações de vários carvoeiros perdidos nos últimos vendavais. Mas eu vi o mar mais uma vez em todas as glórias da rebentação e da espuma. | ” |

O casamento foi de curta duração, produzindo como sua única filha a matemática Ada Lovelace, mas foi longo o suficiente para esgotar a propriedade de Milbanke. A sorte da área mudou quando os Milbankes a venderam, em 1821, para o 3º Marquês de Londonderry, que construiu um porto, em 1828, para facilitar o transporte de mercadorias das indústrias locais (a primeira mina de carvão foi iniciada em 1845). No entanto, este porto mais tarde provou ser inadequado para lidar com os milhões de toneladas de carvão, e os engenheiros Patrick Meik e Charles Meik, foram comissionados pelo 6º Marquês para recuperar a terra e estender e aprofundar o cais. As obras foram inauguradas oficialmente em 1905. O porto é de particular interesse porque consiste em uma série de eclusas interligadas, em vez da construção mais típica de duas paredes.
Já em 1823, o 3º Marquês tinha contactado o arquiteto John Dobson com vista a elaborar os planos para uma cidade a ser construída em torno do porto. Dobson fez isso, mas a abordagem planejada naufragou por falta de fundos, e a região cresceu de forma mais fragmentada. A princípio, a cidade se chamava Seaham Harbor (para diferenciá-la da antiga vila); com o tempo, porém, o assentamento como um todo passou a ser conhecido como Seaham.
O poço de Seaham Colliery sofreu uma explosão subterrânea em 1880, que resultou na perda de mais de 160 vidas, incluindo trabalhadores de superfície e equipes de resgate.
Em 1928, a produção começou em Vane Tempest, a última mina de carvão da cidade a ser inaugurada. Em 1992, no entanto, todos os três poços (Dawdon Colliery, Vane Tempest Colliery e Seaham Colliery - conhecido localmente como "the Knack") haviam fechado, um processo acelerado pela greve dos mineiros britânicos. O fechamento dos poços atingiu a economia local de forma extremamente dura.
Muitas famílias locais foram afetadas pela trágica perda de oito homens e um menino no naufrágio de um barco salva-vidas da Royal National Lifeboat Institution (RNLI), o George Elmy, em 17 de novembro de 1962. Para lembrar o evento, a nova estrada costeira foi nomeada George Elmy Lifeboat Way. Um memorial também foi construído. 

## Governança e Política
Existe um ward eleitoral com o mesmo nome da cidade. A população deste ward, de acordo com o Censo de 2011 era de 8.419.
Entre 1929 e 1935, o Membro do Parlamento (MP) para Seaham (o distrito eleitoral extinto que cobria a área agora renomeada Easington) foi o primeiro-ministro Ramsay MacDonald, o primeiro Trabalhista a se tornar Chefe de Governo do Reino Unido. Easington sempre elegeu candidatos Trabalhistas ao Parlamento Britânico,, sendo que nas eleições gerais de 2010 Grahame Morris foi eleito com uma maioria de 14.982 votos, mantendo-se no cargo até os dias atuais.

## Hoje

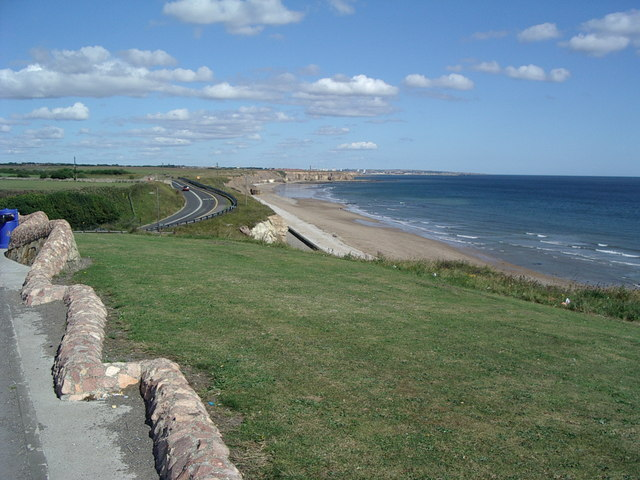
A costa quase no ponto mais setentrional de Seaham, olhando para Sunderland

Seaham tem belas praias, fazendo parte da costa de Durham cuja maior parte foi, a partir de 2001, designada como "costa histórica" (heritage coast). Em 2002, o projeto Turning the Tide ganhou, juntamente com o Projeto Éden, o prêmio de "Realização Excepcional em Renovação" (Outstanding Achievement in Regeneration) nos prêmios anuais do Royal Institution of Chartered Surveyors (RICS).
Em 2006, uma pesquisa realizada por Halifax revelou que Seaham era, na época, o principal ponto de aumento de preços de imóveis na Inglaterra e País de Gales, pois os preços médios aumentaram 172% desde 2003, embora permanecessem bem abaixo da média nacional. Acredita-se que esse aumento tenha sido muito ajudado pelo trabalho de renovação na área e, em particular, no novo conjunto habitacional East Shore Village.
O centro comercial "Byron Place" (nomeado a partir da associação de Seaham com a figura de Lord Byron) foi inaugurado em 2007 e inclui lojas como Asda e Wilko.
Hoje, a cidade tem uma população de cerca de 22.000 habitantes e é servida pela estação ferroviária de Seaham, que serve a Durham Coast Line, que vai de Middlesbrough a Newcastle, via Hartlepool, Stockton-on-Tees e Sunderland. Os serviços de ônibus locais operados pela Arriva North East e Go North East também fornecem acesso às cidades vizinhas de Murton, Peterlee e Houghton-le-Spring, bem como a Sunderland, Newcastle, Durham, Darlington, Stockton-on-Tees e Middlesbrough .
Seaham tem uma escola secundária, sem o sistema sixth form, chamada Seaham High School que, antes de 2016, era conhecida como Seaham School of Technology.
Seaham é geminada com a cidade alemã de Gerlingen.

## Esportes
O principal clube de futebol de Seaham é o Seaham Red Star FC, anteriormente Seaham Colliery Welfare Red Star, sediado próximo ao parque Red Star. O clube, atualmente, disputa a Northern League Division One. Seaham também produziu vários jogadores de futebol importantes, alguns dos quais passaram a jogar pelo Sunderland, como Richie Pitt. Terry Fenwick e Brian Marwood jogaram pela Seleção Inglesa, com este último atualmente trabalhando como comentarista da Sky Sports. Paul Gascoigne também morou em Seaham no final da década 1990, enquanto jogava pelo Middlesbrough.
Seaham possui dois clubes de críquete, o Seaham Harbour Cricket Club e Seaham Park Cricket Club. Ambas as equipes jogam na Durham & Northeast Cricket League.
Há também o Seaham RUFC, clube de rugby que disputa a liga Durham/Northumberland 2'.

## Seaham na Mídia
- A cena final do filme Get Carter, de 1971, foi filmada na praia de Blackhall Rocks, em Seaham.[12][13]

- A rica história da mineração na cidade foi destacada no filme Billy Elliot (2000), ambientado durante a greve dos mineiros do Reino Unido de 1984-85, um evento real que, na produção, se passa na cidade fictícia de Everington, condado de Durham. O Filme exibe característica particulares às comunidades da região de East Durham, como Seaham e Easington Colliery. Ambas as cidades aparecem como locações no filme, notavelmente o Dawdon Miners' Club, para o qual o pai de Elliot corre quando descobre que seu filho ganhou uma audição na escola de dança. A cena da "dança com raiva" de Elliot ocorre em Dawdon, entre Embleton Street e Stavordale Street West.

- A cena de abertura de Alien 3 (1992) foi filmada em Blast Beach, em Dawdon.[14]

- Seaham serviu como locação para o filme nomeado ao BAFTA Life For Ruth (1962), estrelado por Janet Munro e Patrick McGoohan.[15]

- A cidade aparece na sitcom da BBC Live!Girls! present Dogtown, que estreou no outono de 2006.

- De acordo com o jornal Sunderland Echo, em sua edição de 11 de fevereiro de 1999, cenas de O Resgate do Soldado Ryan (1998) também seriam filmadas em Seaham, mas a intervenção do governo mudou a produção para outro lugar.

- De acordo com o retrato da cidade traçado por Tom McNee, em 1992, em seu livro The Changing Face of Seaham: 1928–1992, a igreja paroquial de St. John foi usada como cenário de um serviço de 1985 gravado para a BBC Radio 3. Além disso, um documentário de duas partes do Channel 4 apresentou o perfil da cidade em 1991.

## Pontos de Interesse
Ao sul, ao lado da estrada para Dalton-le-Dale, estão os restos da Dalden Tower, composta pelas ruínas de uma torre do século XVI e fragmentos de edifícios posteriores.
O próprio porto pode ser considerado o principal marco da cidade do século XIX; embora o Londonderry Institute, em Tempest Road (1853-55, por Thomas Oliver) com seu monumental pórtico em estilo grego forneça uma espécie de vislumbre da visão original do Marquês de Londonderry para a cidade. De uma data um pouco posterior, os antigos escritórios de Londonderry à beira-mar serviram como sede para a mineração e outros negócios da família. Uma estátua do 6º Marquês encontra-se no pátio. Também datando de um estágio inicial no desenvolvimento de Seaham é a igreja de St John, no centro da cidade.
Por pouco mais de cem anos, o porto foi cercado por um farol de 58 pé (18 m) em Red Acre Point, imediatamente ao norte, projetado por William Chapman. Erguido em 1835, exibia uma luz branca fixa acima de uma luz vermelha giratória (uma configuração incomum, fornecida para distingui-la da luz do cais norte, em Sunderland); ambas as luzes eram exibidas da mesma torre, sendo a superior 100 pés (30 m) e a inferior 54 pés (16 m) acima do nível do mar. O farol era iluminado a gás, com um arranjo de lentes catadióptricas de terceira ordem fornecidas pela Chance Brothers & Co. Foi desativado em 1905, quando o porto foi ampliado e a atual luz de píer listrada em preto e branco foi construída. O farol de Red Acre Point ficou de pé, no entanto, para servir de marco diurno até 1940, quando toda a estrutura foi rapidamente demolida para o caso de servir para auxiliar os navegadores inimigos na Segunda Guerra Mundial.
Uma estátua de aço batizada 1101 (localmente conhecida como Tommy) criada por Ray Lonsdale, lembrando a Primeira Guerra Mundial e, inicialmente, erguida temporariamente por três meses, foi objeto de uma campanha de arrecadação de fundos local em 2014 para mantê-la na orla marítima da cidade.
- Dalden Tower, nas proximidades de Dalden Dene
- Farol no quebra-mar do porto
- Os antigos escritórios Londonderry
- Obra de arte na antiga mina de carvão de Vane Tempest
- Igreja de St John, no centro da cidade
- Seaham Hall, vista do sul
- Estátua conhecida como Tommy
- Sinal de fronteira se aproximando de Seaham pelo norteSinal de fronteira se aproximando de Seaham pelo norte

## Pessoas Notáveis
Alguns dos residentes notáveis de Seaham incluem:
- Sir Thomas Allen, barítono operístico, nasceu em Seaham em 1944;
- Martin Brammer, cantor e compositor, mais conhecido como o vocalista principal e letrista do trio pop Kane Gang;
- Terry Fenwick, ex-jogador da Seleção Inglesa de Futebol;
- Bob Fox, violonista e cantor folk;
- Paul Gascoigne, lendário ex-futebolista inglês, com passagens por equipes como Newcastle, Tottenham, Lazio, Rangers, entre outros clubes, além da Seleção Inglesa, morou em Seaham quando defendeu o Middlesbrough, no final dos anos 90;
- Janie Jones, ex-cantora, conhecida por suas festas sexuais nos anos 70;
- Ramsay MacDonald, ex-Primeiro-Ministro do Reino Unido por três mandatos, representou o antigo distrito eleitoral de Seaham entre 1929 e 1935;
- Brian Marwood, ex-futebolista da Seleção Inglesa e, atualmente, comentarista da Sky Sports;
- William McNally (1894-1976), militar britânico que recebeu a Cruz Vitória por seus atos de bravura durante a Batalha do rio Piave, em 1918, na Primeira Guerra Mundial;
- Ian Pattinson, jogador de críquete;
- Richie Pitt, ex-futebolista do Sunderland;
- Denise Robertson (1932-2016), escritora e apresentadora de televisão, viveu na cidade por muitos anos;
- Gary Rowell, outro ex-futebolista que representou a equipe do Sunderland;
- Peter Willey, ex-jogador da Seleção Inglesa de Críquete, estudou na Seaham Secondary School.